# Spilomicrus pilgrimi
Spilomicrus pilgrimi är en stekelart som beskrevs av John W. Early 1978. Spilomicrus pilgrimi ingår i släktet Spilomicrus och familjen hyllhornsteklar. Inga underarter finns listade i Catalogue of Life.